# Avinguda de les Corts Valencianes
L'avinguda de les Corts Valencianes és una gran avinguda de la ciutat de València situada al nord-oest de la ciutat.
És un dels principals accessos a la ciutat i amb major afluència diària de vehicles, raó per la qual té una gran capacitat amb tres carrils en cada direcció en el mig i dos per a cada direcció en els laterals.
S'inicia al sud amb el creuament entre les avingudes del General Avilés i de Pius XII i finalitza a l'autovia CV-35 al terme municipal de Burjassot en direcció cap a les poblacions de Llíria i Ademús.
Fa de límit entre els barris de Benicalap a l'est i de Sant Pau (districte de Campanar) a l'oest. Al seu tram més al nord travessa el barri de l'antiga pedania de Beniferri, que forma part del districte Pobles de l'Oest de la ciutat de València.

## Nom

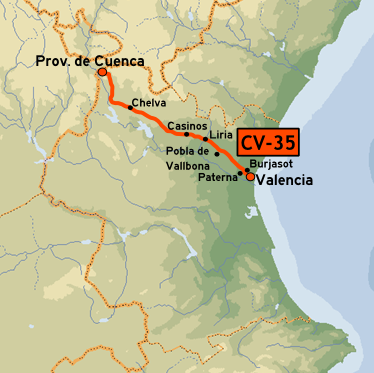
Plànol Itinerari. CV-35 València-Ademús

L'avinguda està dedicada a les Corts Valencianes, òrgan legislatiu de la Generalitat Valenciana i màxim òrgan normatiu i de representació del Regne de València des del segle xiii fins al segle xviii, quan l'any 1707 s'abolí el dret valencià amb els Decrets de Nova Planta durant la Guerra de Successió Espanyola. Les Corts ja no foren convocades fins a la seua nova implantació per l'Estatut d'Autonomia de l'any 1982.

## Història
Formava part de l'inici de la popularment coneguda com a Pista d'Ademús (actual CV-35, Autovia del Túria), ja que va nàixer com a via de comunicació de València amb la comarca del Racó d'Ademús, travessant les comarques del Camp de Túria primer i d'Els Serrans després. Substituïa d'aquesta manera al Camí Vell de Llíria, que en l'actualitat encara és el principal eix del nucli antic de la xicoteta pedania de Beniferri.
Amb el creixement urbanístic de la ciutat, aquest tram de la Pista d'Ademús es va convertir en l'actual avinguda urbana amb ús residencial, d'oficines i de serveis, a més de ser una àmplia zona d'expansió de la ciutat amb un important nombre de places hoteleres per l'important augment del turisme de congressos.

## Elements importants

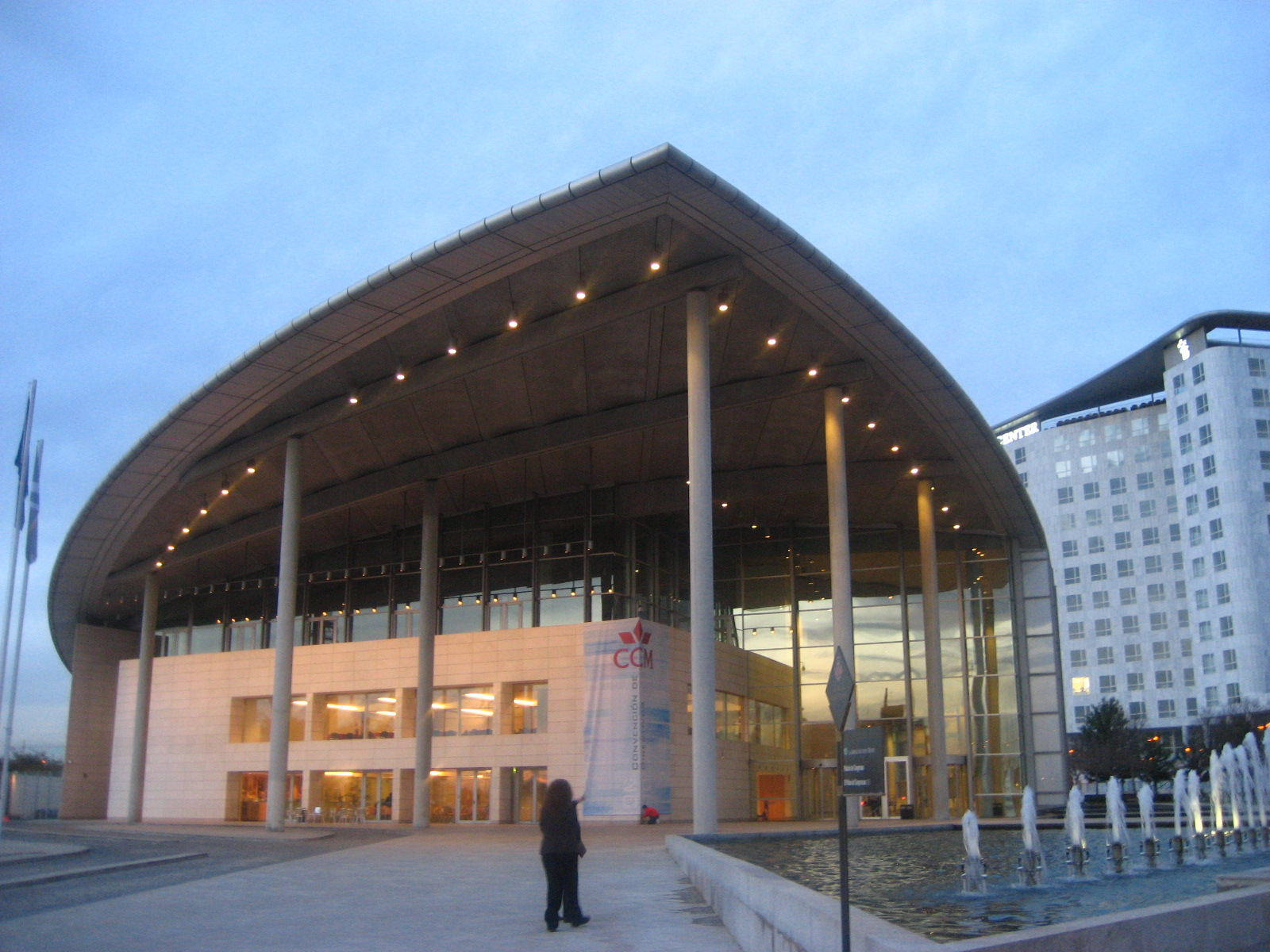
Palau de Congressos de València

A l'inici de l'avinguda es troben les escoles jesuïtes de Sant Josep i el futur estadi Nou Mestalla (ara en construcció) del València CF. A l'encreuament amb el carrer de La Safor es troba en el centre d'una rotonda l'escultura de la Dama Ibèrica de l'escultor valencià Manolo Valdés, inspirada en la Dama d'Elx i construïda amb diminutes reproduccions de l'escultura fetes amb porcellana d'un intens color blau amuntegades unes sobre altres.
Als voltants de l'avinguda trobem hotels de diverses categories com ara Ibis, Novotel, Meliá o Sorolla Palace, la majoria dels quals se situen prop del Palau de Congressos dissenyat per l'arquitecte britànic Norman Foster i inaugurat l'any 1998. Guardonat amb diversos premis i reconeixements, l'edifici del Palau de Congressos té prevista una ampliació els pròxims anys per a acollir major nombre d'esdeveniments.
Davant el Palau de Congressos trobem el Casino Cirsa València, dissenyat per l'arquitecte valencià Josep Mª Lozano i inaugurat l'agost de 2010. Molt a prop es troba el Jardí de Polifil inspirat en El somni de Polifil, conegut també com a Jardí de Beniferri, i l'Hospital Arnau de Vilanova.

## Transports
L'Estació de Beniferri es troba a la mateixa avinguda i pertany a la soterrada Línia 1 de metro de València. L'Estació del Palau de Congressos del tramvia de la Línia 4 del metro de València es troba a les proximitats de l'avinguda, igual que la soterrada Estació de Campanar de la Línia 1.